# José María Carnicero
José María Carnicero Hernández (Madrid, 7 de julio de 1911-Badalona,  1950) fue un ilustrador republicano, que en 1940 fue condenado por el franquismo, en el mismo proceso que Carlos Gómez Carrera y Vicent Miquel Carceller, a treinta años de prisión, que no llegó a cumplir, por publicar "en el semanario La Traca dibujos e historietas en los que se insultaba a los invictos Generales del Ejército Español para la publicación de los cuales se entendía directamente, según sus propias manifestaciones, con el Vicente Miguel Carceller" y por dibujar a Franco como homosexual.

## Biografía
Fue hijo del arquitecto José Carnicero. Con quince años de edad, durante sus veraneos en El Escorial, dibujaba y vendía sus caricaturas de otros veraneantes. Trabajó para Sigfrido Burmann ayudando en las escenografías. Entre 1924 y 1926 colaboró en la revista de viñetas La Sombra. Realizó portadas de El Zorro para la Editorial Mateu, y en La Traca (1931). Fue unos de los principales cartelistas del Partido Sindicalista (PS) durante los años de la guerra. Trabajó además en sus principales diarios: Mañana y El Pueblo. También trabajó en El Sindicalista, del que formaba parte del Consejo de Redacción al poco de estallar la guerra civil española, en agosto de 1936.
Al terminar la guerra intentó partir al exilio pero fue detenido, y tras un juicio sumarísimo fue condenado a 30 años de prisión, de los cuales solo cumplió 3 en el monasterio de San Miguel de los Reyes de Valencia.
Pudo continuar con su actividad artística. Publicó siete números del tebeo infantil Polilla y su cabra maravilla, también muchas aucas por encargo para comercios y fiestas mayores (barrios de Villa de Gracia y Sants), publicó dibujos en el primer número de los Cuentos Ilustrados Infantiles (1944), y la conmemorativa del cincuenta aniversario del Fútbol Club Barcelona. Uno de sus últimos trabajos fue como director artístico en la película de animación Garbancito de la Mancha.